# Negombata magnifica
Negombata magnifica (лат.) — вид ядовитых морских губок ярко-красного цвета, распространённый в Красном море. Токсические метаболиты этой губки латрункулин A и латрункулин B являются одними из сильнейших ингибиторов сборки микрофиламентов и широко применяются в клеточной биологии. Вид искусственно выращивается для получения латрункулинов.

## Описание
Negombata magnifica обитает среди мелководных коралловых рифов в северной акватории Красного моря. В отличие от множества других видов губок, которые в изобилии обитают в этих водах, предпочитая расти между кораллами и скалами или под ними, Latrunculia magnifica растёт на виду и никогда не повреждается и не поедается местными рыбами. При опасности она выпускает красноватый сок, что приводит рыб к мгновенному бегству. При выжимке из губки отжимается красная жидкость с сильным запахом.

## Латрункулины

Латрункулин A

Латрункулины представляют собой необычные соединения класса макролидов, соединённые с 2-тиазолидиноновой группой. Они составляют 0,35 % от сухого веса губки. Взаимодействуют с мономерным актином и блокируют его полимеризацию.